# فيفا 13
فيفا 13 (بالإنجليزية: FIFA 13)‏ هي لعبة فيديو رياضية لكرة القدم لعام 2012 تنشرها إلكترونيك آرتس.وهي نسخة 2012 من سلسلة ألعاب فيديو فيفا وتم تطويرها بواسطة إي أيه فانكوفر. هذه هي اللعبة الأولى في السلسلة التي تستخدم بلاي ستيشن موف على بلاي ستيشن 3 ومستشعر كنيكت على إكس بوكس 360. تم إصدار اللعبة في أواخر سبتمبر 2012 في معظم المناطق مع إصدار اليابان في أكتوبر.[a] تضمن فيفا 13 ميزات جديدة لسلسلة فيفا مثل التحكم باللمسة الأولى  وأضيفت احتفالات جديدة أيضًا.
تكتب في الغلاف الأمريكي (بالإنجليزية:FIFA Soccer 13) أي فيفا سوكر 13، لأن اختلاف التسمية مابين الولايات المتحدة والعالم من خلال تسمية كرة القدم بـ Soccer بدلا من التسمية المشهورة Football .

## سمات اللعبة

### النسخة التجريبية
قامت شركة إلكترونيك آرتس بتنزيل النسخة التجريبية (Demo) قبل صدور اللعبة الكاملة وكانت تحتوي نسخة فيفا 13 التجريبية على 5 فرق وهم: يوفنتوس وبروسيا دورتموند وآرسنال ومانشستر سيتي وإيه سي ميلان. وتم تنزيل رقم قياسي قدره 1.99 مليون مرة في غضون ثلاثة أيام.

### الدوريات المرخصة
تم تأكيد البطولات في فيفا 13 من قبل EA Sports من خلال موقعها على الإنترنت، حيث وصفتها EA بأنها «لعبة كرة القدم الأكثر أصالة على هذا الكوكب مع 30 من أفضل الدوريات في العالم» تم تضمين جميع البطولات من فيفا 12، بالإضافة إلى دوري المحترفين السعودي لأول مرة في تاريخ المسلسلات.
حصلت فريق العمل للعبة فيفا 13 على الترخيص لتسجيل الدوريات الكروية 25 .
قائمة الدوريات المرخصة:
- الدوري الإنجليزي الممتاز
- الدوري الإسباني الدرجة الأولى
- الدوري الأسترالي الممتاز.
- دوري المحترفين البلجيكي.
- الدوري النمساوي لكرة القدم.
- الدوري البرتغالي لكرة القدم.
- الدوري البرازيلي لكرة القدم.
- الدوري التشيكي الممتاز.
- دوري المحترفين السعودي.

### المنتخبات الوطنية المتوفرة
هناك 46 فريقًا دوليًا في فيفا 13 كما تم تأكيده على موقع EA. تعود جمهورية التشيك وباراغواي. تعود الهند وبوليفيا وفنزويلا إلى السلسلة الرئيسية بعد توقف دام 11 عامًا منذ فيفا كرة القدم 2002. تم استبعاد كرواتيا من الفرق الدولية، حيث لم يتمكنوا من الوصول إلى اتفاقية الترخيص.
المنتخبات بالخط العريض أضيفت حديثاً للنسخة.
| - الأرجنتين - أستراليا - النمسا - بلجيكا - بوليفيا - البرازيل - بلغاريا - الكاميرون - تشيلي - كولومبيا - ساحل العاج - جمهورية التشيك - الدنمارك - الإكوادور - مصر - إنجلترا | - فنلندا - فرنسا - ألمانيا - اليونان - المجر - كوريا الجنوبية - الهند - جمهورية أيرلندا - إيطاليا - المكسيك - هولندا - نيوزيلندا - أيرلندا الشمالية - النرويج - باراغواي | - بيرو - بولندا - البرتغال - رومانيا - روسيا - إسكتلندا - سلوفينيا - جنوب إفريقيا - إسبانيا - السويد - سويسرا - تركيا - الولايات المتحدة - الأوروغواي - فنزويلا |

### نمط المهنة (Career mode)
تم تحديث نمط المهنة هذا العام، حيث تمكن اللاعبون من إدارة فريق دولي بالإضافة إلى نادٍ. يمكن للاعبين الذين يديرون أنديتهم الخاصة أن يتركوا وظائفهم كمدرب وطني. يمكن للاعبين اختيار تشكيلتهم الدولية لتلعب في المباريات الدولية في نمط المهنة. في كل مباراة، يمكن للاعبين تحديد ما إذا كان لاعبي كرة القدم قادرين على اللعب في التشكيلة الدولية التالية. تشمل الخيارات في الانتقالات والعروض وتقديم اللاعب بالإضافة إلى المال. على منصة iOS ، لا يمكن للاعبين إدارة المنتخبات الوطنية ويمكنهم فقط تقديم المال للحصول على اللاعبين.

### الأغلفة

غلاف نسخة الشرق الاوسط ويظهر بها اللاعب السعودي عبدالعزيز الدوسري

يظهر غلاف أمريكا الشمالية للعبة ليونيل ميسي، بينما تم تضمين سانت جيمس بارك، نيوكاسل كخلفية. سيتم استخدام أغلفة أخرى مستندة إلى الموقع، كما في السنوات السابقة، وستظهر ميسي ولاعبين آخرين من المنطقة المعنية، باستثناء أمريكا الشمالية، التي تضم ميسي فقط. هذه هي المرة الأولى منذ FIFA Soccer 2003 التي تحتوي فيها نسخة أمريكا الشمالية على غطاء رياضي واحد.
عرضت EA Sports أيضًا غلافًا قابلاً للتنزيل لـ FIFA 13 للبطولة الرئيسية لكرة القدم، والذي يضم كريس فوندولوفسكي من فريق سان خوسيه إيرثكويكس، وفريدي مونتيرو من نادي سياتل ساوندرز، وتيم كاهيل من فريق نيويورك ريد بولز، ودارين ماتوكس من فريق فانكوفر وايتكابس.

## الأستقبال

### رد النقاد
تلقى FIFA 13 إشادة من النقاد. أعطى آي جي إن للعبة 9/10. وصف موقع غيمز رادار فيفا 13 بأنه «خطوة تطورية عظيمة لطاولة كرة القدم في EA»، لكنه انتقد محرك الاصطدام بأنه «غير طبيعي»، ونمط المهنة الذي تم تجديده حديثًا بأنه «قسري ومصطنع» و «قديم» - منحه 4 نجوم. أعطى غيم سبوت درجة 8/10، مشيدًا بألعاب المهارة الجديدة، لكنه يشعر بالأسف لعدم التحسن على FIFA 12. ذكرت OXM أن أكبر عيوب في FIFA 12 تم إصلاحها في الغالب في FIFA 13. الكمبيوتر الشخصي منحت بي سي غيمر إصدار مايكروسوفت ويندوز للعبة درجة 86/100، مشيرة إلى أنها لا تزال «لعبة كرة قدم ممتازة»، ولكنها «مثقلة بالميزات وهي متعطشة لبعض الابتكارات الحقيقية». تمت الإشادة أيضًا بإصدار PSP من اللعبة، حيث حصل على مراجعة مواتية لـ Pocket Gamer ، الذي وصفها بأنها «إضافة جديرة بالاهتمام إلى الذخيرة اليدوية الضخمة بالفعل»، مما منحها درجة 8/10. تلقت FIFA 13 مراجعة إيجابية على iOS من CNET ، معلنة أنها «ليست أفضل لعبة كرة قدم فحسب، بل أفضل لعبة رياضية على جهاز iOS»، مما منحها تصنيف 4.5 / 5.

### مبيعات
باعت FIFA 13 أكثر من مليون نسخة (1.23 مليون وحدة في 48 ساعة) في المملكة المتحدة في الأسبوع الأول من إصدارها (اللعبة الرابعة التي تقوم بذلك بعد كول أوف ديوتي: مودرن وورفير 2 وكول أوف ديوتي: بلاك أوبس وكول أوف ديوتي: مودرن وورفير3) ، وتصدرت مخططات UKIE في جميع التنسيقات في الأسبوع المنتهي في 29 سبتمبر 2012. تم بيع 4.5 مليون نسخة في جميع أنحاء العالم في خمسة أيام، مع بيع 7.4 مليون وحدة بعد أربعة أسابيع من إطلاقها، مما يجعل اللعبة الأكبر إطلاق ألعاب الفيديو عام 2012 وأكبر إطلاق لألعاب الفيديو الرياضية على الإطلاق وفقًا لـ EA. اعتبارًا من مايو 2013، باعت FIFA 13 14.5 مليون نسخة.

## وصلات خارجية
- فيفا 13 على موقع IMDb (الإنجليزية)

- الموقع الرسمي